# Trwałość łączeniowa
Trwałość łączeniowa (ang. electrical endurance) - największa liczba cykli łączeniowych, którą można wykonać łącznikiem z określoną częstością łączeń w określonym obwodzie probierczym, odpowiadających dopuszczalnemu zużyciu styków lub innych elementów członów łączeniowych łącznika.